# Macaé
Macaé és una ciutat localitzada a l'estat de Rio de Janeiro,a 180 km al nord-est de la capital estatal. La seva població comptava amb 194.413 el 2009 i cobria una àrea d'1,216 km²;.
Es considera generalment que Macaé és el centre de la indústria de petroli brasiler. Com a conseqüència és coneguda sovint com a "Cidade do Petróleo" ("Ciutat de Petroli"). La companyia de petroli controlada per l'estat brasiler - Petrobras - té moltes instal·lacions dins de la ciutat. Macaé és una de les ciutats de creixement més ràpid al Brasil, amb un creixement d'un 600% dins dels 10 darrers anys. L'Aeroport De Macaé és servit per vols planificats i concentra operacions a plataformes de fora costa.
Unes altres activitats econòmiques a la ciutat inclouen turisme i pesca. Aquests dos sectors eren molt importants per als ingressos de la ciutat abans dels anys 1980. La ciutat té una reputació de creixement per a l'alta qualitat en formació i educació.
La indústria de turisme va marxar tot i que hi ha hagut un renaixement des dels anys 1990 a causa d'inversions augmentades i vastament ha millorat instal·lacions d'hotels. Les seves platges més famoses són Cavaleiros i Pecado. L'interior del municipi té ciutats rurals petites com Sana i Frade.

## Demografia
El 2009 l'Institut brasiler de Geografia i Estadística (IBGE) calcula la població de Macaé en 194.413 habitants. El Departament Nacional de Trànsit (Denatran) censa els 2003 enregistrats una flota de 36.821 vehicles. Segons l'Audiència Territorial Electoral (Tre-Rj) el nombre de votants registrats a Macaé era 97.184 el 2004, dividit en dues zones electorals i 268 seccions. En les últimes eleccions, 84,054 (un 86,49%) gent per la qual es vota.

## Economia
Des dels anys 1970, quan escollia Petrobras Macaé per situar la seva oficina central a la conca Campos, la ciutat ha tingut un boom de població. Més de quatre mil companyies han posat oficines a la ciutat i la població s'ha triplicat. S'han construït hotels de qualitat alta i una varietat àmplia de sectors serveis han sorgit últimament. Turisme de negocis també han augmentat. Els districtes de la regió Serrana també estan creixent principalment d'inversions fetes en ecotourisme.
La ciutat té la generació d'impost més gran de l'interior de l'estat, segons investigació dirigida per a la Federació d'Indústries de Rio de Janeiro (Firjan): 13.2%a l'any. L'economia de la ciutat ha augmentat un 600% des de 1997. Les enquestes dirigien en anys passats perquè Ibge demostrava que els Interns Guanyen en total Producte (a portuguès, Produto Interno Bruto - Pib) per capita de la ciutat el 2007 és R$37.667,00 per any, un 200% més gran que la mitjana nacional- i el salari mitjà són 8.2 vegades el salari mínim, fent Macaé la ciutat amb els sous més alts en l'Estat de Rio de Janeiro.